# Сотирас (Тасос)
Сотирас (на гръцки: Σωτήρας, катаревуса Σωτήρ) е село на остров Тасос в Северна Гърция.

## География
Селището е разположено в центъра на острова, на 330 m надморска височина в западното подножие на планината Ипсарио.

## История
Църквата „Свети Йоан Предтеча“ е средновековна, ремонтирана в 1840 година, а „Преображение Господне“ е от 1890 година.
На австро-унгарската военна карта е отбелязано като Sutero (Sutiros).
От 60-те години населението постепенно се изселва в Скала Сотирос.
| Година    | 1913 | 1920 | 1928 | 1940 | 1951 | 1961 | 1971 | 1981 | 1991 | 2001 | 2011 | 2021 |
| --------- | ---- | ---- | ---- | ---- | ---- | ---- | ---- | ---- | ---- | ---- | ---- | ---- |
| Население | 439  |      |      | 564  | 579  | 385  | 232  | 94   | 63   | 24   | 19   | 14   |